# Заборув (гміна Унеюв)
Заборув (пол. Zaborów) — село в Польщі, у гміні Унеюв Поддембицького повіту Лодзинського воєводства.
Населення — 75 осіб (2011).
У 1975-1998 роках село належало до Конінського воєводства.

## Демографія
Демографічна структура станом на 31 березня 2011 року:
|          | Загалом | Допрацездатний вік | Працездатний вік | Постпрацездатний вік |
| -------- | ------- | ------------------ | ---------------- | -------------------- |
| Чоловіки | 38      | 11                 | 22               | 5                    |
| Жінки    | 37      | 5                  | 24               | 8                    |
| Разом    | 75      | 16                 | 46               | 13                   |